# Aeroportul General Heriberto Jara
Aeroportul General Heriberto Jara (IATA: VER, ICAO: MMVR) este un aeroport din Statul Veracruz, Mexic ce deservește zona Veracruz. Aeroportul a fost tranzitat în 2023 de 1.665.694 de pasageri. A fost numit după Heriberto Jara Corona⁠(d).
Situat la o altitudine de 27 m, aeroportul dispune de 1 pistă. Este operat de Grupo Aeroportuario del Sureste⁠(d).

## Infrastructură

### Piste
Aeroportul dispune de o singură pistă. Pista are orientarea 09/27. 